# Ta chung pchao
Ta Chung Pchao (čínsky pchin-jinem Dà Hóng Páo, znaky zjednodušené 大红袍, tradiční 大紅袍; česky Velké šarlatové roucho) je skalní čaj pěstovaný v horách Wu-i v provincii Fu-ťien v Číně. Ta Chung Pchao má jedinečnou vůni orchideje a dlouhotrvající sladkou dochuť. Suchý Ta Chung Pchao se tvarem podobá pevně zauzlovaným provazům nebo mírně zkrouceným proužkům a je zelené a hnědé barvy. Po uvaření je čaj oranžově žlutý, světlý a čirý. Z čaje Ta Chung Pchao je možné připravit až devět nálevů, aniž by ztratil svou chuť. Čaj je známý jako extrémně drahý.

## Příprava
Tradičním způsobem přípravy čaje Ta Chung Pchao je použití konvice z fialové hlíny. Zalévá se vroucí vodou. Někteří zastávají názor, že pro přípravu Ta Chung Pao je nejlepší čištěná voda. Dlouhé vaření vody nebo její skladování po dlouhou dobu po převaření má dopad chuť Ta Chung Pchao. Někteří považují třetí a čtvrtý nálev za nejchutnější.

## Výroba
K produkci Ta Chung Pchao je potřeba sedm kroků:
1. 采摘 (sbírání): Ta Chung Pchao je sklízen jednou ročně, obvykle v květnu a červnu. Standard pro sklizeň čerstvých lístků je 1 pupen s 2 až 3 listy.[1]
2. 萎凋 (zavadnutí): Sklizené čajové lístky se rovnoměrně rozprostírají na slunci, přičemž sluneční světlo a vítr odpařují vodu.[6][7]
3. 凉青 (chlazení): Po odvětrání se čajové lístky přesunou dovnitř a nechají se zchladnout.[6]
4. 做青 (výroba): Čajové lístky se protřásají a válejí ve velkém bambusovém sítku. Toto může přispět k oxidaci polyfenolů uvnitř čajových lístků.[1] Tento krok je nejdůležitější částí vytvoření vůně, chuti a harmonie Ta Chung Pchao.[1][6] Je to také nejsložitější a nejdelší krok.[7]
5. 炒青 (pražení): Existují dva typy pražení - pražení ruční a pražení strojové. Teplota hrnce se při ručním pražení pohybuje mezi 140–160 °C (284–320 °F). Lidé si nasadí rukavice a neustále obracejí čajové lístky rukama. Teplota hrnce se při strojovém pražení pohybuje mezi 220–260 °C (428–500 °F).[6]
6. 揉捻 (hnětení): Existují dva typy hnětení, hnětení ruční a hnětení strojové. Hnětením, válením a kroucením se tvar čajových lístků začne podobat šňůře.[6]
7. 烘培 (zapékání): Tento krok zahrnuje vložení čaje do velkého koše a použití různých teplot k ohřevu a vysušení lístků, což obvykle trvá několik hodin.[6]

## Zdravotní přínosy
Ta Chung Pchao obsahuje kofein, teofylin, čajové polyfenoly a flavonoidy. Z těchto a dalších důvodů se u čaje uvádí řada zdravotních přínosů. Pití Ta Chung Pchao může zmírňovat únavu a podporovat krevní oběh. Může také léčit otoky a zadržování vody v těle. Navíc pomáhá snižovat negativní účinky pití a kouření. Složky obsažené v Ta Chung Pchao mohou snižovat hladinu alkoholu a nikotinu. Navíc má kosmetické účinky. Pravidelné pití Ta Chung Pchao je dobré pro pokožku a napomáhá k hubnutí. V neposlední řadě pomáhá při zmírňování kašle a snižování množství hlenů.

## Cena a hodnota
Nejlepší Ta Chung Pchao pocházejí z mateřských čajovníků Ta Chung Pchao. Mateřské čajovníky Ta Chung Pchao mají tisíciletou historii. Na strmém útesu Jiulongyu (pohoří Wu-i), zůstalo pouze 6 mateřských stromů. Pro svou vzácnost a vynikající kvalitu čaje je Ta Chung Pchao znám jako „král čaje“. V roce 2006 vláda města Wu-i pojistila těchto 6 mateřských stromů v hodnotě 100 milionů RMB. Ve stejném roce se vláda města Wu-i také rozhodla zakázat komukoli soukromě sbírat čaje z mateřských čajovníků Ta Chung Pchao. Jedna z posledních šarží Ta Chung Pchao sklizených a vyrobených z mateřských stromů byla shromážděna v Palácovém muzeu v Pekingu. 20 g čaje Ta Chung Pchao z jedné z matečných rostlin se v roce 2005 prodalo za 208 000 jenů. Je to nejvyšší aukční rekord pro Ta Chung Pchao.

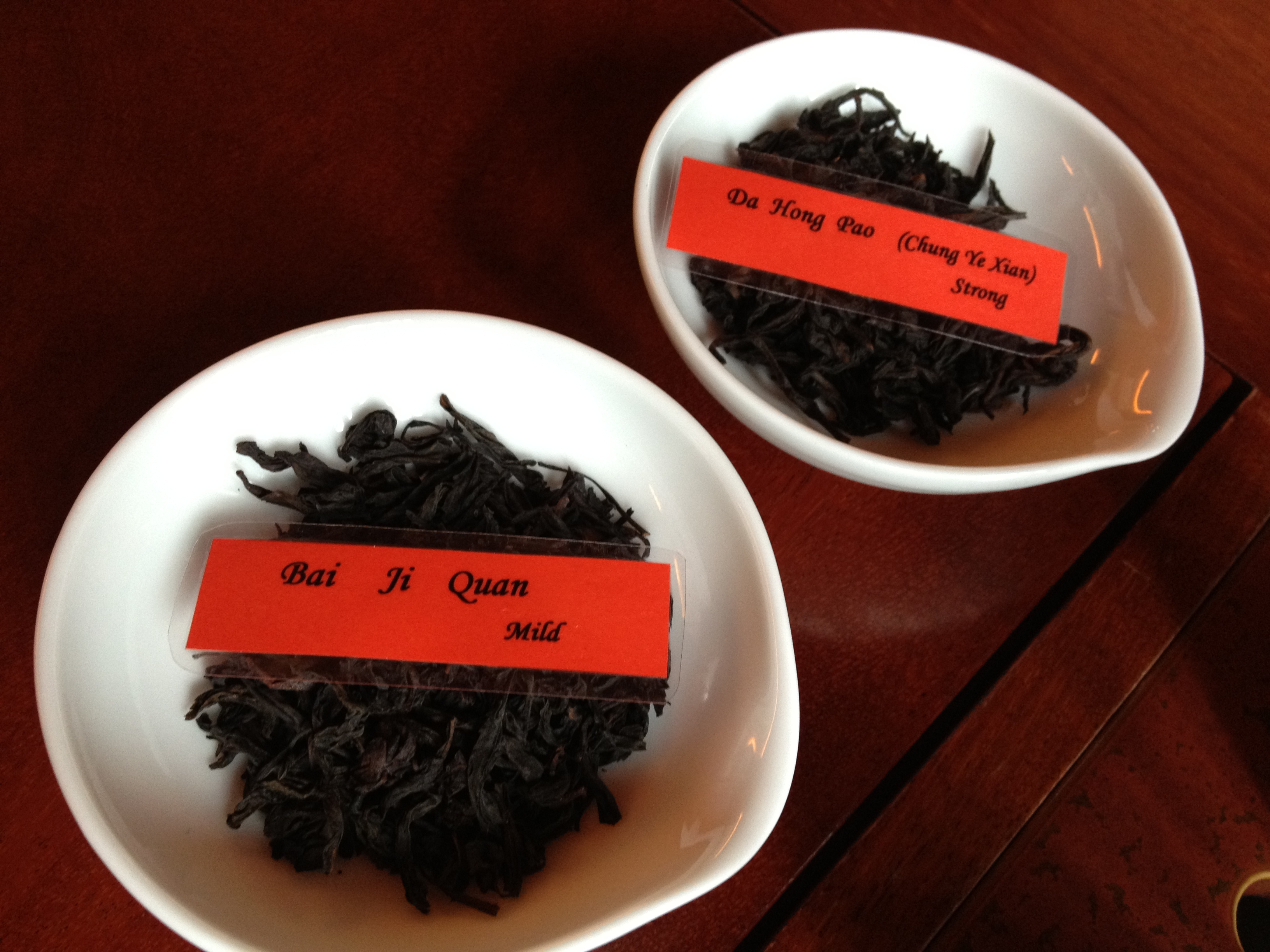
Ukázky Ta Chung Pchao

Většina Ta Chung Pchao na trhu je nyní uměle vyšlechtěna, což vede k zachování vlastností Ta Chung Pchao. Je mnohem levnější než Ta Chung Pchao z mateřských čajovníků. Cena velmi závisí na jeho kvalitě.

## Původ jména
Existuje mnoho příběhů o původu jména Ta Chung Pchao. Nejznámější z nich je, že kdysi dávno žil jeden učenec, kterému bylo na cestě do Pekingu na zkoušku velmi nevolně. Potkal ho mnich z chrámu Tianxin a uvařil pro učence misku čaje vybraného z hory Wuyi. Po vypití čaje se učenec cítil mnohem lépe a byl plný energie. O pár dní později dosáhl na zkoušce prvního místa. Vrátil se tedy do chrámu, aby poděkoval mnichovi, který jej zachránil. Později tímto čajem léčil i císařovu nemoc. Císař odměnil učence červeným rouchem a požádal jej, aby toto roucho položil na čajovníkový strom. Červené roucho bylo v té době považováno za vysoké vyznamenání. Císař také vydal rozkaz, že všichni úředníci procházející tímto místem musí obléci svá červená roucha na čajovníky, aby ukázali císařovu vděčnost za jeho uzdravení. Poté byly čajovníky pojmenovány Velké šarlatové roucho, což je v čínské výslovnosti Ta Chung Pchao.

## Vedlejší informace
- V dynastii Čching se Ta Chung Pchao často umisťoval na prvním místě v místních soutěžích obchodu s čajem a získal titul „král čaje“. Místní lidé byli povinni uctívat Ta Chung Pchao pomocí zvířat, květin a ovoce před každoročním sběrem čajových lístků.[6]
- V období Čínské republiky bylo možné za libru Ta Chung Pchao koupit 5000 liber rýže nebo deset buvolů.[6]
- Po založení Čínské lidové republiky byly postupy výroby Ta Chung Pchao obzvláště přísné. Každý pracovník zapojený do sběru nebo přípravy čaje prošel politickým prověřením. Po kontrole a zajištění kvality byl čaj Ta Chung Pchao poslán do Pekingu a byl přijat Mao Ce-tungem.[6]
- Když prezident Spojených států Richard Nixon v roce 1972 navštívil Čínu, Mao Ce-tung mu daroval 200 g Ta Chung Pchao, což symbolizovalo mír a přátelství mezi Čínou a Spojenými státy.[6]